# دایکی هاتوری
دایکی هاتوری (انگلیسی: Daiki Hattori؛ زادهٔ ۱۷ اکتبر ۱۹۸۷) بازیکن فوتبال اهل ژاپن است.